# Неманська армія (Німецька імперія)
Неманська армія (нім. Njemen-Armee (Deutsches Kaiserreich) — армія Імперської армії Німеччини за часів Першої світової війни.

## Історія
Неманська армія була сформована 26 травня 1915 року під час підготовки німецького командування до наступу на Горлицько-Тарнувському напрямку. 22 квітня 1915 року на основі XXXIX-го резервного корпусу 10-ї армії була сформована армійська група «Лаунштайн» на чолі з генерал-лейтенантом Отто фон Лаунштайном, яка підкорялась Командуванню німецьких військ на Сході. А 26 травня армійську групу перетворили на армію, командувачем призначили досвідченого ветерана боїв на Західному фронті командувача 8-ї армії генерала від інфантерії О.фон Белова. Головним завданням армії було ведення наступальних дій на крайній півночі німецько-російського фронту у взаємодії з 11-ю армією в загальному напрямку на Курляндський півострів.
30 грудня 1915 року Неманська армія була перейменована на 8-му армію кайзерівських військ.

## Командування

### Командувачі
- генерал від інфантерії Отто фон Белов (нім. Otto von Below) (26 травня — 30 грудня 1915).